# Френсіс Нарх
Френсіс Нарх (англ. Francis Narh, нар. 18 квітня 1994) — ганський футболіст, нападник клубу «Славія-Мозир».
Виступав, зокрема, за клуби «Банік» та «Левскі», а також молодіжну збірну Гани.

## Клубна кар'єра
Народився 18 квітня 1994 року.
У дорослому футболі дебютував 2013 року виступами за команду «Клуб Африкен», в якій провів один сезон, взявши участь у 6 матчах чемпіонату. 
Своєю грою за цю команду привернув увагу представників тренерського штабу клубу «Банік», до складу якого приєднався 2014 року. Відіграв за команду з Острави наступні два сезони своєї ігрової кар'єри. Більшість часу, проведеного у складі «Баніка», був основним гравцем атакувальної ланки команди.
У 2016 році уклав контракт з клубом «Левскі», у складі якого провів наступний рік своєї кар'єри гравця.  Граючи у складі «Левскі» також здебільшого виходив на поле в основному складі команди.
Згодом з 2017 по 2018 рік грав у складі команд «Докса» та «Карабюкспор».
До складу клубу «Славія-Мозир» приєднався 2019 року. Станом на 30 квітня 2020 року відіграв за мозирську команду 21 матч в національному чемпіонаті.

## Виступи за збірну
У 2013 році залучався до складу молодіжної збірної Гани. На молодіжному рівні зіграв у 9 офіційних матчах.